# Gold Coast Chargers
Die Gold Coast Chargers waren ein australischer Rugby-League-Verein aus Gold Coast, Queensland. Zwischen 1988 und 1998 trat der Club in Australiens höchster Spielklasse, der heutigen National Rugby League, an, zunächst unter den Namen Gold Coast-Tweed Giants und Gold Coast Seagulls. Nennenswerte Erfolge blieben in der zehnjährigen Vereinsgeschichte nahezu völlig aus.

## Geschichte
1988 wurde Gold Coast im Zuge der Expansion der New South Wales Rugby League Premiership gemeinsam mit den Brisbane Broncos und den Newcastle Knights in Australiens Eliteliga aufgenommen. Da die Broncos keinen zweiten Verein in Queensland akzeptierten, trat das neue Team zunächst als Gold Coast-Tweed Giants an und trug seine Heimspiele in Tweed Heads aus. 1990 nahm man den Namen Gold Coast Seagulls an, behielt aber vorerst die Heimstätte in New South Wales. Sportlicher Erfolg blieb völlig aus, von 1991 bis 1993 sammelte man drei Wooden Spoons in Folge. Erst 1997 gelang, inzwischen in der Australian Rugby League als Gold Coast Chargers aktiv, die erste und einzige Qualifikation für die Play-offs. 1998 wurde das Team aufgrund der Verkleinerung der National Rugby League ersatzlos aufgelöst. 2007 traten die Gold Coast Titans das Erbe der Chargers an.